# 真田幸世
真田 幸世（さなだ ゆきよ、明治3年2月26日（1870年3月27日） - 昭和23年（1948年）1月12日）は、日本の政治家。位階は正三位。勲等は勲三等。爵位は男爵。学習院出身。貴族院議員、日本赤十字社常議員などを歴任。
寛政の改革を行った老中・松平定信は高祖父、天保の改革の一翼を担った松代藩第8代藩主・真田幸貫は曾祖父に当たり、享保の改革を行った第8代将軍・徳川吉宗の男系子孫に当たる。妻は阿部正恒の娘・綾子。子に真田幸邦（長男）、真田幸和（次男）。

## 生涯
明治3年（1870年）2月26日、真田幸教の四男として生まれたが、父は幸世が生まれる前に死去している。父の養嗣子である幸民（伊達宗城の長男）が松代真田家を継いでいたため、明治29年（1896年）6月30日に分家し、特旨により華族に列して男爵を授爵する。
明治30年（1897年）7月10日の第2回伯子男爵議員選挙で初当選し、貴族院議員に就任。研究会に所属した。明治37年（1904年）の日露戦争に際し、朝鮮半島および満州に派遣された満州丸に乗船して軍事視察を行う。この功により、明治39年（1906年）4月1日に勲四等旭日小綬章を受章。明治43年（1910年）にはアルゼンチン独立100周年記念式典に派遣される生駒に同行し、貴族院の嘱託を受けて1年間の欧米視察を行った。大正5年（1916年）4月1日には第一次世界大戦の功により勲三等瑞宝章を受章した。
貴族院議員は連続4期28年務めたが、大正14年（1925年）7月9日の任期満了と同時に政界を引退、東京を離れて長野県埴科郡松代町1番地（現在の長野市松代町）の真田邸で余生を過ごした。昭和23年（1948年）1月12日、死去。77歳没。跡は長男の幸邦が継いだ。

## 栄典
- 1896年（明治29年）6月30日 - 男爵[4]
- 1902年（明治35年）6月20日 - 正五位[5]

## 著作
- 『象山佐久間先生』（象山神社奉賛会、1938年）